# Thelypteris bulbifera
Thelypteris bulbifera är en kärrbräkenväxtart som beskrevs av Jermy och T. G.Walker. Thelypteris bulbifera ingår i släktet Thelypteris och familjen Thelypteridaceae. Inga underarter finns listade.